# Luis Lucena
Luis Ramirez Lucena (ur. ok. 1465, zm. ok. 1530) – hiszpański szachista.
Autor najstarszej drukowanej książki o szachach, której egzemplarze przetrwały do dzisiaj. Książka została wydana w 1497 roku w Salamance, pod tytułem Repeticion de Amores e Arte de Axedrez con CL Juegos de Partido (Rozprawa o miłości i sztuce szachowej ze stu pięćdziesięcioma przykładami partii). Do dzisiaj przetrwało osiem znanych egzemplarzy oryginalnego wydania. Książka zawiera analizę dziesięciu otwarć szachowych oraz stu pięćdziesięciu pozycji i problemów szachowych. Wśród omówionych debiutów znajdują się m.in. otwarcia obecnie znane jako obrona francuska i obrona skandynawska. 
Autor posługiwał się nowymi regułami dotyczącymi ruchów hetmana i gońca, jednak odwoływał się również do starych zasad. Między innymi dzięki temu wiemy, że współczesne reguły gry w szachy (poza roszadą i patem, które były różnie interpretowane jeszcze w latach późniejszych), ukształtowały się w XV wieku. Niektóre z opisanych w książce problemów szachowych można znaleźć w manuskrypcie z Getyngi – napisanym po łacinie pergaminowym manuskrypcie datowanym około 1490 roku, zawierającym opis dwunastu otwarć i trzydziestu problemów z rozwiązaniami. Na tej podstawie historycy uznają za prawdopodobne, że Lucena był również autorem tego manuskryptu. 
W teorii szachów znana jest pozycja Luceny – ważne studium gry końcowej. Trudno powiedzieć, dlaczego nosi tę właśnie nazwę, w książce Luceny bowiem nie występuje.
Dwa lata wcześniej niż rozprawa Luceny, w 1495 roku w Walencji została wydrukowana inna książka szachowa, Libre dels Jochs Partits dels Schacs en Nombre de 100 (Księga partii szachowych w liczbie stu), której autorem był Francesch Vicent. Była napisana w języku katalońskim i zawierała opis stu problemów szachowych. Jej treść nie jest dokładnie znana, ponieważ ostatni znany egzemplarz zaginął w 1811 roku, gdy biblioteka klasztoru benedyktynów w Montserrat została przetrzebiona przez żołnierzy armii napoleońskiej.